# Округ Одрејн (Мисури)
Одрејн (енгл. Audrain County) је округ у америчкој савезној држави Мисури.

## Демографија
По попису из 2010. године број становника је 25.529, што је 324 (-1,3%) становника мање него 2000. године.
| Група             | 2000.          | 2010.          |
| Белци             | 23.425 (90,6%) | 22.613 (88,6%) |
| Афроамериканци    | 1.859 (7,2%)   | 1.646 (6,4%)   |
| Азијати           | 89 (0,3%)      | 115 (0,5%)     |
| Хиспаноамериканци | 189 (0,7%)     | 665 (2,6%)     |
| Укупно            | 25.853         | 25.529         |